# حديقة ومحمية كاليب سميث الحكومية
حديقة ومحمية كاليب سميث الحكومية، والتي تقع في مقاطعة سوفولك ، نيويورك في الولايات المتحدة. تقع الحديقة بالقرب من الشاطئ الشمالي من لونغ آيلاند في بلدة سميثتاون. قبل اسمها الحالي، كانت تسمى الحديقة باسم حديقة نهرنيسيكولوج الحكومية،  الاسم يستخدم الآن للمنتزهات في مركز متنزه الملوك للطب النفسي السابق.. سابقًا، كانت تُعرف ببساطة باسم محمية وياندانش .

## تاريخ
كان المنزل في الأصل جزءًا من ملكية كاليب سميث (1724– 1800).أتمّ الحفيد الأكبر لريتشارد «بول» سميث بناء المنزل عام 1753 مع والده دانيال سميث الثاني. وعلى الرغم من خضوع المنزل للعديد من التجديدات إلا أن الكثير من بنية المنزل الأصلية لا تزال قائمة داخل المبنى الحالي. تم نقل المنزل في عام 1955 أو 1958 إلى قطعة أرض خلف مكتبة سميثتاون الرئيسية العامة في قرية الفرع بولاية نيويورك.
طوال القرن التاسع عشر، تم توسيع المنزل الأصلي بشكلٍ كبير. بحلول عام 1888 تم شراؤه من قبل نادي بروكلين غون وتحويله إلى محمية صيد رياضية وتم تسمية العقار باسم «نادي وياندانش» في عام 1893. وفي عام 1963 تم الحصول عليها من قبل مكتب ولاية نيويورك للمتنزهات والترفيه والمحافظة التاريخية .
تمت إضافة منطقة نادي وياندانش التاريخية إلى السجل الوطني للأماكن التاريخية كـ منطقة تاريخية وطنية في عام 1990.

## وصف الحديقة
تدارهذه المساحة البالغة 548- فدان (2.22 كم²) من المنتزه في المقام الأول  كمحمية طبيعية، ويوفر مساحة للإستجمام مثل المشي لمسافات طويلة وصيد الأسماك والتزلج الريفي. تقدم الحديقة أيضًا برامج ترفيهية ومتحف طبيعي يعرض الحياة البرية وممرًا طبيعيًا.
يمر فرعان من نهر نيسيكوجوغ عبر الحديقة، والتي تتضمن أيضًا منطقة نادي وياندانش التاريخية.

## روابط خارجية
- متنزهات ولاية نيويورك: محمية كاليب سميث ستيت بارك
- أصدقاء محمية كاليب سميث